# Mensa diffusa
Il concetto di mensa diffusa si basa sul servizio di mensa aziendale, ma con una differenza sostanziale: anziché utilizzare una mensa interna, i lavoratori dipendenti possono pranzare in ristoranti ed esercizi commerciali convenzionati, pagando il pasto con una card elettronica dotata di badge o tramite un’app.
Con la Risoluzione dell'Agenzia delle Entrate n. 63 /E del 17 maggio 2005, infatti, sono stati qualificati come mense aziendali anche gli esercizi pubblici, "limitatamente alle prestazioni di somministrazione di alimenti e bevande realizzate sulla base di specifiche convenzioni con i datori di lavoro".
La normativa attuale permette, quindi, di attribuire la qualifica di mensa aziendale anche agli esercizi pubblici (ristoranti, bar, ecc.), sia pur subordinata alla condizione di una preventiva convenzione con il datore di lavoro. Proprio per questo motivo, questa tipologia di mensa aziendale può essere definita "diffusa" in quanto il dipendente può rivolgersi ai diversi esercizi pubblici che, avendo sottoscritto una convenzione, sono abilitati a gestire il badge identificativo o l’app per la fruizione del pasto.
Essendo il concetto di mensa diffusa assimilabile a quello di mensa aziendale, è possibile garantire ai datori di lavoro gli stessi sgravi fiscali e contributivi di quest’ultima. La mensa diffusa, però, è un servizio diverso dal buono pasto, in quanto il dipendente può consumare un solo pasto al giorno e, nel caso in cui non dovesse consumarlo, non può recuperarlo nei giorni successivi.

## Caratteristiche
La mensa diffusa è costituita da una rete di convenzioni con gli esercizi pubblici ed è possibile usufruire di questo servizio esclusivamente tramite l’attribuzione ai dipendenti di card elettroniche dotate di badge elettronico oppure di app create ad hoc e predisposte con i seguenti vincoli specifici:
- Consentire una sola prestazione giornaliera, limitata ai giorni di effettiva presenza in servizio
- Impossibilità di posticipare nel tempo la fruizione del servizio. Pertanto, in caso di mancata consumazione del pasto, il dipendente non potrà recuperarlo nei giorni successivi.

Le card o app con tali caratteristiche consentono unicamente di identificare il dipendente e verificare il suo diritto a ricevere la somministrazione del pasto, ma non rappresentano titoli di credito.
Inoltre, operando su di un circuito elettronico, le card consentono di verificare in tempo reale l'utilizzo conseguente alla maturazione del diritto da parte del dipendente della prestazione giornaliera. Questo permette, allo stesso tempo, di scongiurare un eventuale utilizzo improprio e/o fraudolento, come la richiesta di somministrazione del pasto in un giorno in cui il dipendente risulti ammalato o, semplicemente, in una fascia oraria diversa da quella prevista contrattualmente.
Il dipendente può, quindi, pranzare presso i diversi esercizi commerciali che, avendo sottoscritto la convenzione, sono abilitati a gestire questo servizio.
La mensa diffusa, così come il buono pasto, costituisce una misura di welfare aziendale. Il buono pasto e la mensa diffusa, però, funzionano in modo diverso, sia fiscalmente che nell’utilizzo.

### Trattamento Fiscale
L’articolo 51, comma 2, lett. c), Tuir prende in considerazione diverse tipologie di somministrazione di alimenti e bevande ai dipendenti. Precisamente, non concorrono alla formazione del reddito di lavoro dipendente “le somministrazioni di vitto da parte del datore di lavoro nonché quelle in mense organizzate direttamente dal datore di lavoro o gestite da terzi; le prestazioni sostitutive delle somministrazioni di vitto fino all’importo complessivo giornaliero di euro 4, aumentato a euro 8 nel caso in cui le stesse siano rese in forma elettronica; le indennità sostitutive delle somministrazioni di vitto corrisposte agli addetti ai cantieri edili, ad altre strutture lavorative a carattere temporaneo o ad unità produttive ubicate in zone dove manchino strutture o servizi di ristorazione fino all’importo complessivo giornaliero di euro 5,29”.
In considerazione di quanto esposto dall’articolo 51 Tuir e come riformato dalla Legge di Bilancio 2020, esistono quindi diverse fattispecie di somministrazione di vitto:
1) somministrazione diretta o gestione diretta/indiretta di una mensa da parte del datore di lavoro;
2) prestazione di servizi sostitutivi di mense aziendali (“ticket restaurant”);
3) somma a titolo di indennità sostitutiva di mensa.
La collocazione di una fattispecie di somministrazione in una delle citate categorie è di estrema importanza, dato che a ciascuna di esse corrisponde un differente trattamento fiscale.

#### Deducibilità
Il trattamento fiscale della mensa diffusa non prevede limiti di deducibilità né di defiscalizzazione sull’importo giornaliero, a differenza dei buoni pasto. Con la nuova legge di bilancio 2020, infatti, il limite di deducibilità è sceso a 4€ per i buoni pasto cartacei (in precedenza era 5,29€) ed è salito ad 8€ per quelli elettronici. In questo caso, l’eventuale cifra che supera il valore di 8€ entra a fare parte dell’imponibile contributivo e fiscale. Nel caso della mensa diffusa, invece, non esiste alcun limite di deducibilità: qualsiasi eccedenza non va a costituire reddito da lavoro dipendente e quindi consente di evitare il pagamento di contributi fiscali e previdenziali.
Per quanto riguarda l’IVA, la mensa diffusa consente di detrarre completamente l’aliquota del 4%. La stessa cosa vale per i buoni pasto elettronici, mentre non è prevista nessuna detrazione IVA per le aziende che utilizzano il servizio di buoni pasto cartacei.

#### Saldo a consuntivo
Anche sotto l’aspetto amministrativo e di fatturazione, la mensa diffusa risulta differente rispetto ai buoni pasto. Se con il buono pasto l’azienda acquisisce a inizio mese il totale di ticket basandosi sulle presenze del mese precedente, con la mensa diffusa l’azienda riceverà a fine mese una fattura con il totale consumato dai dipendenti. 

### Utilizzo
La mensa diffusa permette di utilizzare ristoranti, pub, tavole calde ed altri esercizi convenzionati esattamente come se fossero una mensa, nei giorni e orari stabiliti dalla singola azienda e con un menù a prezzo fisso o di un valore predefinito.
Ogni giorno, il dipendente ha la possibilità di scegliere dove consumare il suo pasto e quanto “spendere”, entro la soglia massima dell’importo quotidiano.
Il pagamento non avviene quando il dipendente utilizza il badge elettronico o l’app personale. La fattura, infatti, verrà poi inviata direttamente all’azienda, che si occuperà del pagamento complessivo di tutti i pasti dei propri dipendenti.
In Italia, il servizio di mensa diffusa è ancora poco conosciuto ma sono diversi i player della pausa pranzo che offrono questa tipologia di servizio. Tra questi troviamo PerPranzo, Edenred e PellegriniCard.